# Ostichthys ovaloculus
Ostichthys ovaloculus är en fiskart som beskrevs av Randall och Wrobel, 1988. Ostichthys ovaloculus ingår i släktet Ostichthys och familjen Holocentridae. Inga underarter finns listade i Catalogue of Life.